# Lebrunichthys nammourensis
Lebrunichthys nammourensis è un pesce osseo estinto, appartenente ai crossognatiformi. Visse nel Cretaceo superiore (Cenomaniano, circa 98 milioni di anni fa) e i suoi resti fossili sono stati ritrovati in Libano.

## Descrizione
Di piccole dimensioni, questo pesce non doveva raggiungere i 15 centimetri di lunghezza. Possedeva un corpo slanciato, simile a quello di una trota. Lebrunichthys era caratterizzato da un osso pterotico dotato di un enorme processo posteriore acuminato, una caratteristica che si riscontra (anche se non in forma così ipertrofica) anche in altri pesci simili come Rhacolepis, Goulmimichthys, Nardopiscis, Motlayoichthys e Platinx. Tra le altre caratteristiche di Lebrunichthys si ricordano il mesetmoide ipertrofico con un paio di corti processi laterali e due piccole espansioni posteriori, l'osso frontale con una piccola cresta nella regione posteriore e ossa parietali piccole. La pinna caudale era biforcuta e dotata di 19 raggi principali; le scaglie erano cicloidi, con pochi raggi di piccole dimensioni nella parte posteriore e un margine anteriore frastagliato.

## Classificazione
Lebrunichthys è un membro dei pachirizodontidi, un gruppo di pesci estinti vagamente simili a salmoni, tipici del Cretaceo e dell'inizio del Terziario, ascritti solitamente ai crossognatiformi. All'interno di questo gruppo, Lebrunichthys fa parte di una branca dotata di una strana espansione posteriore dello pterotico, e sembrerebbe vicino alla base di questo sottogruppo, in una posizione leggermente più derivata dell'affine Stanhopeichthys. 
Lebrunichthys nammourensis venne descritto per la prima volta nel 2020, sulla base di resti fossili ritrovati in Libano, nella zona di Ein Nammoura.